# Cunning Stunts
Cunning Stunts és un vídeo de la banda estatunidenca Metallica. Fou publicat el 8 de desembre de 1998 en format VHS i DVD. El títol del vídeo és un trastocament de les paraules angleses stunning cunts. Ja el 1975 la banda anglesa Caravan va titular així el seu sisè àlbum.
El DVD conté material fotogràfic del concert, entrevistes als membres de la banda, un documental, escenes entre bastidors, i una extensa galeria de fotografies, aproximadament un miler. Durant la interpretació de la cançó «Enter Sandman», l'escenari al complet s'ensorra i explota amb focs artificials, i també es pot veure un tècnic que corre per l'escenari mentre és en flames.

## Llista de cançons

### Disc 1
| Núm. | Títol | Durada |
| ---- | --- | ------ |
| 1.   | «Bad Seed Jam/So What?» | 5:34   |
| 2.   | «Creeping Death» | 6:49   |
| 3.   | «Sad but True» | 6:31   |
| 4.   | «Ain't My Bitch» (múltiples angles) | 6:27   |
| 5.   | «Hero of the Day» | 4:18   |
| 6.   | «King Nothing» | 5:29   |
| 7.   | «One» | 7:23   |
| 8.   | «Fuel» (Demo Version) | 5:50   |
| 9.   | «Bass/Guitar Doodle» (Medley de «My Friend of Misery» i «Welcome Home (Sanitarium)»)                                                                | 3:55   |
| 10.  | «Nothing Else Matters» | 6:05   |
| 11.  | «Until It Sleeps» | 4:17   |
| 12.  | «For Whom the Bell Tolls» (múltiples angles) | 5:51   |
| 13.  | «Wherever I May Roam» (múltiples angles) | 7:14   |
| 14.  | «Fade to Black» | 8:29   |
| 15.  | «Kill/Ride Medley - 1: Ride the Lightning - 2: No Remorse - 3: Hit the Lights - 4: The Four Horsemen - 5: Seek & Destroy - 6: Fight Fire with Fire» | 16:10  |

### Disc 2
| Núm. | Títol                                | Durada |
| ---- | ------------------------------------ | ------ |
| 1.   | «Leper Messiah Jam/Last Caress»      | 5:28   |
| 2.   | «Master of Puppets» (versió curta)   | 3:43   |
| 3.   | «Enter Sandman»                      | 7:36   |
| 4.   | «Cure Jam/Am I Evil?» (versió curta) | 7:04   |
| 5.   | «Motorbreath»                        | 3:16   |

## Crèdits
Metallica
- James Hetfield – cantant, guitarra rítmica
- Kirk Hammett – guitarra solista
- Jason Newsted – baix, veus addicionals
- Lars Ulrich – bateria

Producció
- Andie Airfix – disseny artístic
- Anton Corbijn – fotografia
- Wayne Isham – director